# Kazimierz Koś

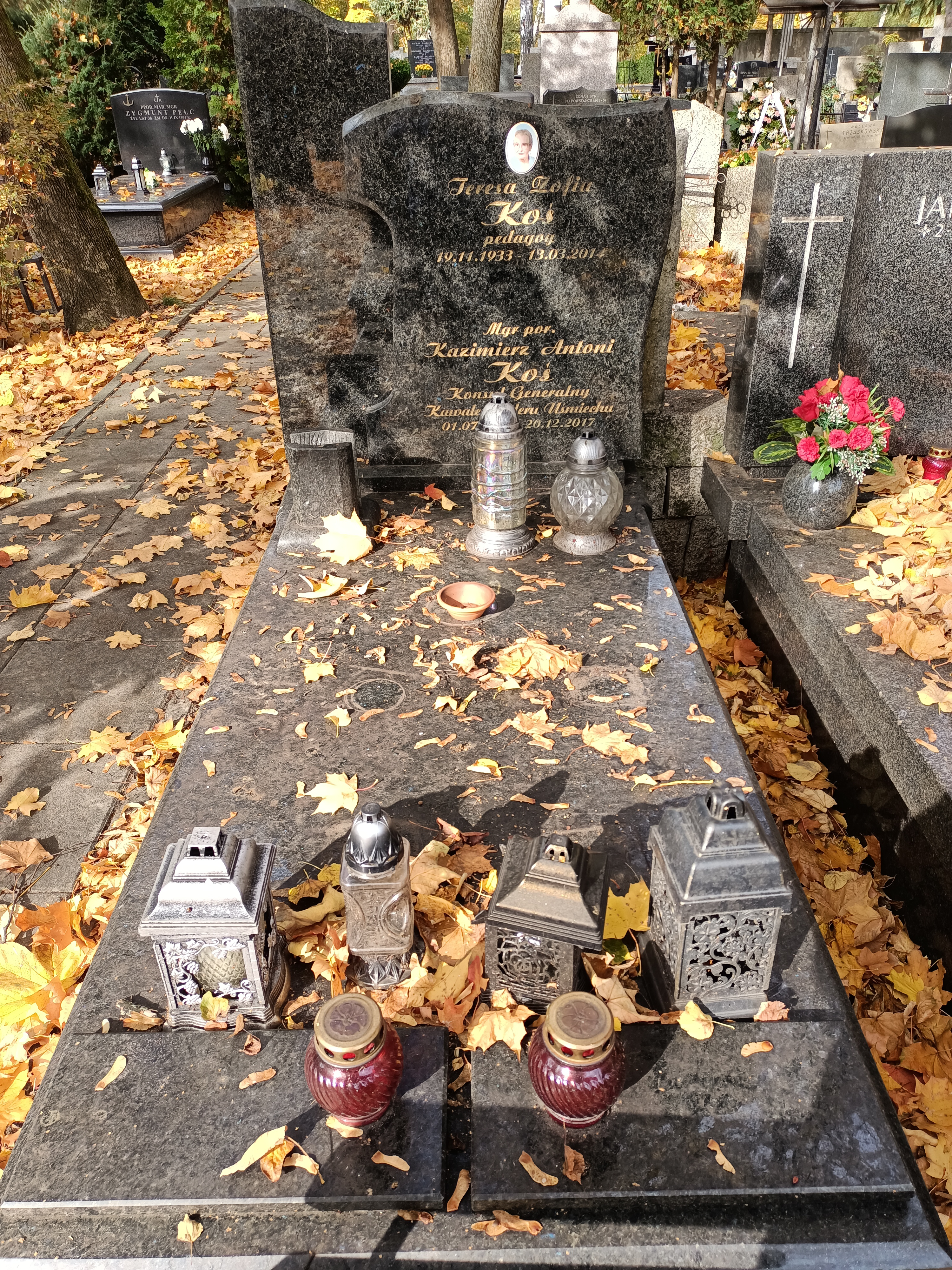
Grób Kazimierza Kosia na Cmentarzu Wojskowym na Powązkach

Kazimierz Koś (ur. 1 lipca 1931 w Lubli, zm. 20 grudnia 2017 w Warszawie) – polski dyplomata.

## Życiorys
Wychował się na Podkarpaciu, pochodził z biednej rodziny chłopskiej (jego rodzice ukończyli po dwie klasy szkoły powszechnej). W 1947 został skierowany przez Zarząd Wojewódzki Związku Walki Młodych w Rzeszowie do Hufca Budowlanego „Świt” w Piątkowcu koło Łodzi, w celu odbycia służby wojskowej oraz nauki zawodu murarza. Po uzyskaniu egzaminu czeladniczego, jako murarz pracował na budowach w Płońsku i w Pyrzycach. Następnie ukończył Studium Przygotowawczego do Szkół Wyższych na Uniwersytecie Jagiellońskim i podjął studia w Szkole Głównej Służby Zagranicznej w Warszawie. Jako dyplomata w okresie PRL piastował między innymi funkcję konsula w Bukareszcie, Ostrawie i Lipsku, kierownika Wydziału Konsularnego w Polskiej Misji Wojskowej w Berlinie oraz konsula generalnego w Kolonii. Był także wieloletnim doradcą Ministra Spraw Zagranicznych.
Był również zaangażowany w budowę Pomnika – Szpitala Centrum Zdrowia Dziecka i Centrum Zdrowia Matki Polki w Łodzi. Piastował funkcję sekretarza Społecznego Komitetu Wspierania Pomnika Szpitala Centrum Zdrowia Dziecka i za tę działalność został uhonorowany Orderem Uśmiechu oraz Medalem Przyjaciel Centrum Zdrowia Dziecka. Należał do pomysłodawców Festiwalu Polonijnych Zespołów Folklorystycznych w Rzeszowie.
W 2016 nakładem Wydawnictwa Edytorial ukazała się jego książka wspomnieniowa pt. Oczyma chłopskiego dziecka i konsula generalnego (ISBN 978-83-65551-01-6).
Był żonaty z Teresą Koś (1933–2014), miał syna Józefa i dwie wnuczki. 28 grudnia 2017 roku został pochowany na Cmentarzu Powązki Wojskowe (kwatera B-9-273).

## Wybrane odznaczenia
- Krzyż Kawalerski Orderu Odrodzenia Polski[2]
- Krzyż Oficerski Orderu Odrodzenia Polski[2]
- Krzyż Komandorski Orderu Odrodzenia Polski[2]